# Mount Bewsher
Mount Bewsher ist ein 1973 m hoher Berg mit abgeflachtem Gipfel im ostantarktischen Mac-Robertson-Land. Er ragt 10 km östlich des Mount McMahon in der Aramis Range der Prince Charles Mountains auf.
Entdeckt wurde er im Januar 1957 von der Südgruppe einer Mannschaft der Australian National Antarctic Research Expeditions unter der Leitung des australischen Bergsteigers William Gordon Bewsher (1924–2012), nach dem dieser Berg benannt ist.